# Sergei Leonidowitsch Kalinitschew
Sergei Leonidowitsch Kalinitschew (Schreibweise beim Weltschachbund FIDE und dem Deutschen Schachbund: Sergey Kalinitschew; russisch Сергей Леонидович Калиничев; * 3. Februar 1956 in Moskau) ist ein russischer Schachgroßmeister und -trainer. Er ist seit 1995 für den Deutschen Schachbund spielberechtigt, vorher spielte er erst für die Sowjetunion und dann für Russland. Er ist auch ein starker Backgammonspieler.

## Leben
Sein Interesse für das Schachspielen wurde durch ein Schachbuch geweckt, das ein Onkel dem Zehnjährigen schenkte. Erst im Alter von 14 Jahren trat er der Schachabteilung im Haus der Pioniere der Stadt Dserschinski, einem Vorort von Moskau, bei. Zwischen 1974 und 1976 leistete er seinen Wehrdienst in Chabarowsk. Anschließend – zurück in Moskau – fungierte er als Leiter derselben Schachabteilung, in der er mit dem organisierten Schachspielen angefangen hatte. Von 1982 bis 1984 trat er als Schachspieler der Sowjetarmee des Bezirkes Moskau bei. Dort begleitete er Alexei Wyschmanawin, der 1990 die sowjetische Einzelmeisterschaft gewann, und Andrei Charitonow, der zum damaligen Zeitpunkt Internationaler Meister war und 1993 Großmeister wurde, als Trainer bei der sowjetischen Einzelmeisterschaft 1984 in Lwiw. Die Meisterschaft wurde von Andreï Sokolov gewonnen – Wyschmanawin landete als 14. der Setzliste nach Elo-Zahl auf dem neunten, Charitonow auf dem letzten Platz. Sergei Kalinitschew war ab 1984 als Schachspieler und -trainer bei der Gruppe der Sowjetischen Streitkräfte in Deutschland in Wünsdorf stationiert. Zu Sergei Kalinitschews Schülern als Trainer in Deutschland nach der Wiedervereinigung gehörten Dimitri Bunzmann, Atila Gajo Figura und Ilja Brener. Kalinitschew war verheiratet mit der estnischen Schachspielerin Valeriya Gansvind, die den Titel FIDE-Meister der Frauen (WFM) trägt und mit Lasker Steglitz 1991/92 die deutsche Vereinsmeisterschaft der Frauen gewann (unter dem Namen Waleria Kalinitschewa). Auch sein 1986 geborener Sohn Andrej ist mit einer Elo-Zahl von über 2400 ein starker Schachspieler.

## Erfolge im Schach
1974 und 1975 gewann Sergei Kalinitschew jeweils das Turnier der Junioren der Roten Armee, wobei er unter anderem gegen Wladimir Jepischin, Gregory Kaidanov und Zigurds Lanka gewann. In der Sowjetunion nahm Kalinitschew an Armeemeisterschaften teil, sowie (bis 1982 regelmäßig) an der Moskauer Stadtmeisterschaft und gelegentlichen Turnieren. Nach 1984 war er regelmäßiger Gast bei Einzelturnieren in der DDR. Dort gewann er zum Beispiel 1985 das 5. Einladungsturnier der BSG Post Dresden. Im Jahre 1987 gewann er das Meistersturnier des Dresdner Schachfestivals. 1989 gewann er Turniere in Rostock, Warschau (mit GM-Norm) und Ost-Berlin.
In den 1990er Jahren spielte er viele Turniere in Westdeutschland. 1993 siegte er beim 1. Lichtenrader Frühling. Er gewann das Staufer Open in Schwäbisch Gmünd in den Jahren 1995 und 1998. 1996 gewann er ein First Saturday GM-Turnier in Budapest, bei dem er seinen Schüler Dimitri Bunzmann begleitete. 1997 gewann er das 2. Vier-Jahreszeiten-Open in Pentling, das Dreiflüsse-Open in Passau und das Hermannen-Open in Kassel.
2001 gewann er in Eckernförde die Einzelmeisterschaft des Schachverbandes Schleswig-Holstein.
In den 2000er-Jahren spielte er Turniere hauptsächlich in Berlin. 2000 gewann er zum ersten Mal das Kreuzberg Open, 2002 die Berliner Einzelmeisterschaft und das Unicorn Open. 2003 gewann er das 20. Travemünder Schachopen, nachdem er 1999 (hinter Aloyzas Kveinys) und 2002 (hinter Robert Rabiega) den Sieg als Zweiter verpasst hatte. Bei der deutschen Einzelmeisterschaft 2004 in Höckendorf belegte er den vierten, bei der offenen niederländischen Meisterschaft in Dieren, Gelderland im selben Jahr hinter Sergey Tiviakov den zweiten Platz. 2005 gewann er das 5. Gulweida-Warneyer-Gedenkturnier, des Schachklubs Tempelhof und den Lichtenrader Herbst. 2007 wurde er Berliner Einzelmeister im Schnellschach. 2007 und 2008 gewann er den Lichtenberger Sommer. 2008 gewann er auch das 9. Kreuzberg Open und das Memoriał Tadeusza Gniota in Police. 2013 und 2015 konnte er die Berliner Einzelmeisterschaft weitere Male gewinnen.
Von 1979 bis 1982 war er Spieler und Trainer von Torpedo Moskau. In der DDR spielte er ab 1984 Vereinsschach für Dynamo Potsdam, gemeinsam mit Rustem Dautov und Heorhij Tymoschenko. Nach der Wiedervereinigung spielte er zuerst für den Berliner Verein Lasker Steglitz, wo er zehn Jahre lang das erste Brett besetzte, danach ging er zum Lübecker SV, mit dem er in der Saison 1999/2000 in der 1. Bundesliga spielte. Von 2001 bis 2017 spielte er (unterbrochen von der Saison 2009/10, in der er in der 2. Bundesliga für den SK Zehlendorf spielte) für den SC Kreuzberg (unter anderem von 2002 bis 2009 in der 1. Liga). In der Saison 2018/19 ist Kalinitschew erneut für den Lübecker SV aktiv. Im Betriebsschach wurde er mit Gillette Berlin mehrmals Berliner und zweimal Deutscher Meister.
Im Jahre 1978, im gleichen Jahr wie Garri Kasparow, errang Sergei Kalinitschew den Titel Meister des Sports der Sowjetunion. Im Jahre 1989 wurde er Internationaler Meister. Den Titel Schachgroßmeister trägt er seit 1997. Im Oktober 2016 gewann Kalinitschew die deutsche Einzelmeisterschaft in Lübeck.

## Backgammon
In der deutschen Backgammon-Rangliste vom Juli 2015 hat er eine Elo-Zahl von 1606,7 bei einer Experience von 218, womit er in Deutschland auf dem 72. Platz liegt. Im Mai 2005 gewann er die Berlin Backgammon-Turniere im Cafe Belmont in Tiergarten und in Friedenau. Im April 2008 gewann er das Champions-Turnier des Berlin Masters.